# Dubiaranea propinquua
Dubiaranea propinquua là một loài nhện trong họ Linyphiidae. Loài này được phát hiện ở Chile.